# Rhonda Vincent
Rhonda Lea Vincent (Kirksville, 13 juli 1962) is een Amerikaanse bluegrass- en countrymuzikante (zang, mandoline).

## Biografie
Rhonda Vincent werd geboren als eerste van de twee kinderen van Johnny Lee Vincent (1940-2014) en diens echtgenote Carolyn Christine Thompson. Haar in 1969 geboren broer Darrin Lee is ook als zanger en muzikant werkzaam in de bluegrassband Dailey & Vincent. Ze begon op 5-jarige leeftijd drums te spelen bij de band Sally Mountain Show, die door haar vader werd geformeerd en die bestond uit leden van haar familie. Op 8-jarige leeftijd leerde ze mandoline spelen en op 10-jarige leeftijd kreeg ze vioolles.
Ze trad samen op met haar familie in de weekends bij diverse countryfestivals. Op ongeveer 25-jarige leeftijd kreeg ze de gelegenheid om haar kunnen in het programma You Can Be a Star te bewijzen. Deze show werd via de zender TNN in geheel Amerika uitgezonden en zo begon haar solocarrière. Ze nam samen met Jim Ed Brown van de Grand Ole Opry een song op en kreeg een platencontract bij Rebel Records. Door het werk met Jim Ed Brown en de bij Rebel Records uitgebrachte albums kreeg ze aandacht van James Stroud, de president van Giant Records in Nashville, die haar onder contract nam.  Na twee albums wisselde ze naar Rounder Records. Haar daar verschenen album Back Home Again spiegelt haar liefde en geestdrift voor traditionele countrymuziek, met die ze is opgegroeid, duidelijk weer.
Door een auto-ongeluk kon Vincent niet zoals voorzien in december 1999 deelnemen aan een casting in Nashville. Via internet had ze haar huidige band samen gezocht en gaf deze de naam Rage. Ondertussen had ze zich een naam opgebouwd tijdens verschillende bluegrass-festivals. Door haar rockige show en de moderne bluegrasssongs telde ze na de eeuwwisseling naast Alison Krauss en Laurie Lewis tot de meest markante bluegrass-artiesten. 
Sinds 2003 plaatste elk van haar albums zich in de bluegrass-hitlijst op een 1e of 2e plaats. Met het album Taken plaatste ze zich in 2010 voor de eerste keer ook in de Billboard 200.

## Onderscheidingen
Het in 2001 uitgebrachte album The Storm Still Rages werd genomineerd voor zeven prijzen van de International Bluegrass Music Association. In 2000, 2001, 2002 en 2003 werd ze door dezelfde instelling onderscheiden als beste bluegrasszangeres van het jaar. In 2001 was ze «Best Entertainer of the Year». 

## Discografie
- 1990: Dream Come True
- 1991: Bound for Gloryland
- 1991: Timeless and True Love
- 1991: New Dreams & Sunshine
- 1993: Written in the Stars
- 1996: Trouble Free
- 2000: Back Home Again
- 2001: The Storm Still Rages
- 2003: One Step Ahead
- 2005: Ragin' Live
- 2006: All American Bluegrass Girl
- 2008: Good Thing Going
- 2009: Destination Life
- 2010: Taken

- Bibliothèque nationale de France: cb14568298v (data)
- Gemeinsame Normdatei: 135241081
- International Standard Name Identifier: 0000 0001 1469 6262
- Library of Congress Control Number: no98011779
- MusicBrainz: 5ae23016-8069-4a23-91ba-6b7d636ba304
- Nationale Bibliotheek van Tsjechië: xx0109998
- SNAC: w6209h59
- Système universitaire de documentation: 080880061
- Virtual International Authority File: 27309230
- WorldCat: E39PBJfx7VVjQKjrCmhFtm6VG3